# Meybod
Meybod (persiska: ميبد) är en kommunhuvudort i Iran.   Den ligger i provinsen Yazd, i den centrala delen av landet, 500 km sydost om huvudstaden Teheran. Meybod ligger 1 071 meter över havet och antalet invånare är 51 874.
Terrängen runt Meybod är platt, och sluttar norrut. Runt Meybod är det ganska tätbefolkat, med 207 invånare per kvadratkilometer. Närmaste större samhälle är Ardakān, 6,6 km norr om Meybod. Trakten runt Meybod är ofruktbar med lite eller ingen växtlighet.